# Usina Hidrelétrica de São Simão
A Usina Hidrelétrica de São Simão está localizada na divisa dos estados de Minas Gerais e Goiás, na divisa dos municípios de São Simão - GO e Santa Vitória - MG. 

## Características
A usina opera com 6 turbinas, que geram 1.710 MW. A área máxima inundada pelo reservatório é de 722 km², e sua barragem tem 127 metros de altura (máximo operativo com 401 m do nível do mar, com queda efetiva útil para geração de energia elétrica de 70,9 m - mínimo operativo 390,5 m do nível do mar, com queda efetiva útil para geração de energia elétrica de 60,4 m) e comprimento de 3,5 km. O volume de água em seu lago pode chegar a 12, 5 bilhões de m³.

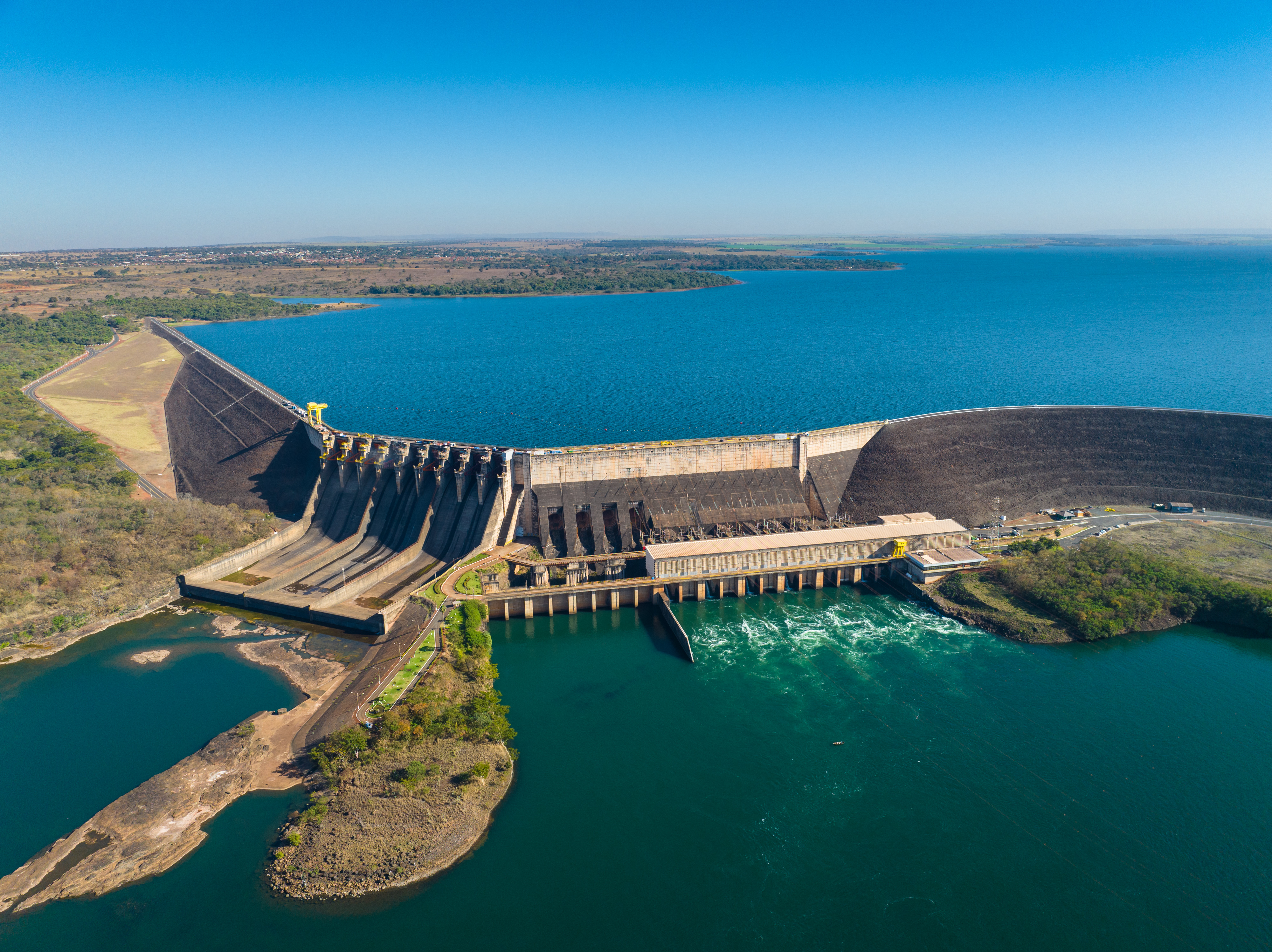
A UHE São Simão está na divisa dos estados de MG e GO

No auge de sua construção, foram empregados cerca de seis mil trabalhadores. A usina foi inaugurada em 1978 e atualmente é controlada pela empresa chinesa SPIC Brasil, que arrematou a usina em leilão em 27/09/17.
Segundo o Operador Nacional do Sistema Elétrico (ONS), o lago da Usina Hidrelétrica de São Simão é capaz de armazenar 2,54% do volume represável pelos reservatórios do Sistema Sudeste/Centro Oeste, o que representa 6,7% do armazenamento de água do sub-sistema do Rio Paranaíba